# The Family Jewels Tour
The Family Jewels Tour es la primera gran gira de la cantautora galesa Marina and the Diamonds, y el apoyo de su álbum debut, The Family Jewels. En diciembre de 2009, antes del lanzamiento del álbum, Marina Diamandis anunció una gira de conciertos de ocho fechas para el Reino Unido en febrero de 2010. Tras el éxito de su gira británica, con la venta de entradas agotadas, Diamandis anunció su segunda manga en Gran Bretaña e Irlanda del tour, titulado The Gem Tour. También se agregaron fechas por los Estados Unidos y el continente europeo, en países como Francia, Alemania, y luego se añadió Países Bajos y Suiza. En mayo de 2010, Diamandis anunció 16 fechas en Gran Bretaña e Irlanda para otoño del año siguiente. Marina anunció el 14 de octubre que su tercera manga, la gira se titulará The Burger Queen Tour.

## Recepción de la crítica

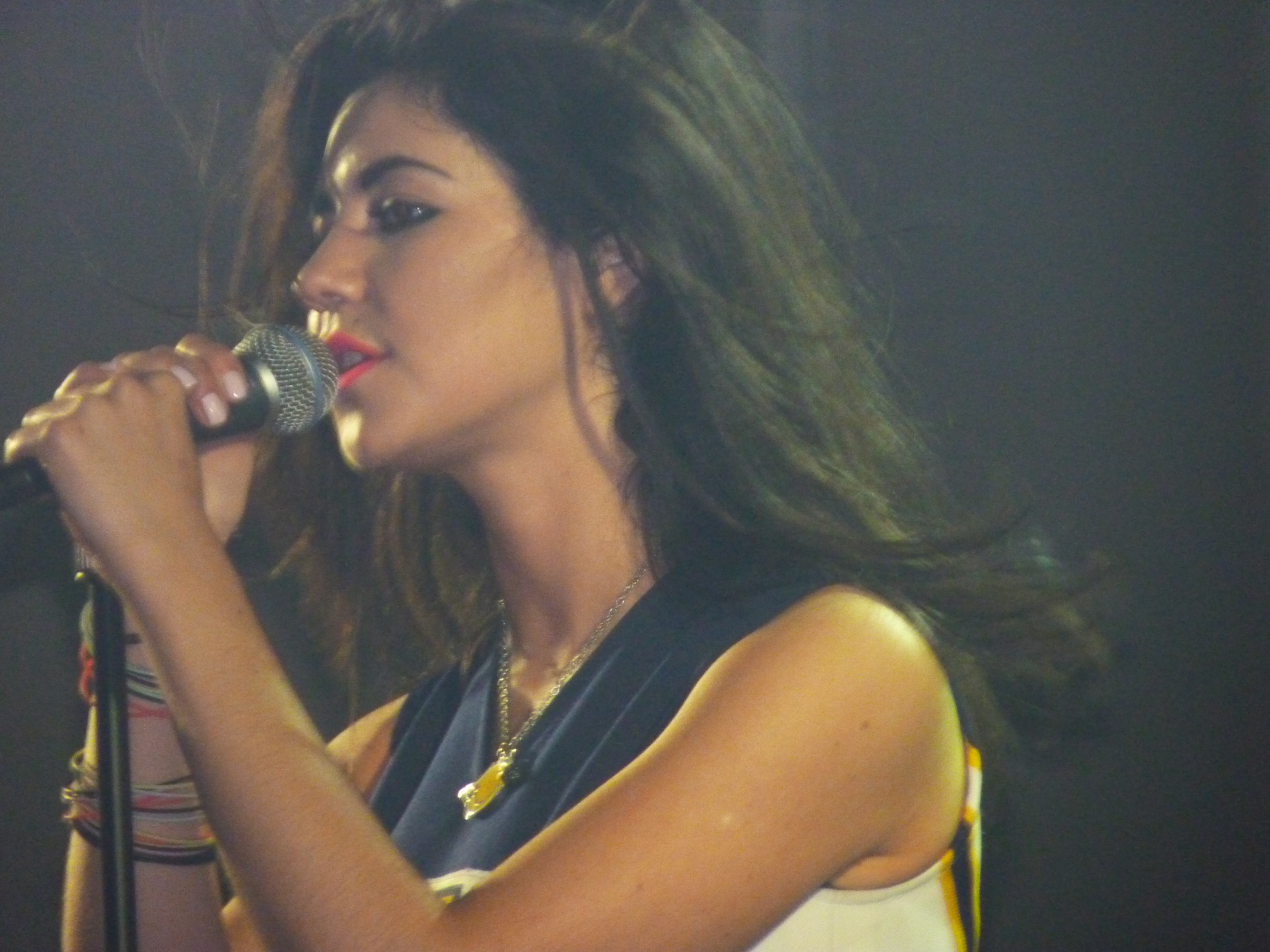
Marina en The Assembly Room - Edimburgo.

Katy Ratican de Contact Music valoró el concierto de Marina and the Diamonds en Mánchester, el 21 de febrero de 2010 con un nueve estrellas de diez. Esta crítica comienza diciendo que "Era impresionantemente coherente y Marina ocupó el centro de atención con su carisma y confianza". También predijo que la " Para la próxima vez que [Diamandis] cante en Mánchester, los boletos serán vendidos a un público "Academy 2", con un álbum más vendido adornará el soporte de comercialización. Marina no se va a presentar frente a un centenar de personas sobre una moderna barra en un futuro previsible ". Joanne Dorken de MTV UK elogió la actuación de Diamandis en "Obsessions", en la London Bush Hall el 23 de febrero de 2010 llamándolo el "punto culminante de la noche, Marina demostró su capacidad vocal, así como mostrando su talento para tocar en vivo ".
En el concierto de apertura de su gira "The Gem Tour" en el Club Glee de Birmingham, el 12 de mayo de 2010, Zak Edwards Junkies Gig dijo: "Diamandis inmediatamente cautivó a la multitud de una manera similar a la que Kate Bush y Toyah Wilcox hicieron en antaño". Concluyó diciendo: "En resumen, este es un gran set con un realmente novedoso, único y entretenido show. Si tienes la oportunidad de ir a un concierto de ella, de verdad tienes que ir".

## Teloneros
- Clock Opera (14—19 de febrero de 2010)
- Alan Pownall (21—23 de febrero de 2010)
- Samuel (14—15 de marzo de 2010)
- Spark (12—31 de mayo de 2010)
- Jasmine Ash (6 de julio de 2010)
- DJs Aaron and Nako (8 de julio de 2010)
- Young the Giant (6 de septiembre de 2010)
- CocknBullKid
- Hannah Yadi (14 de noviembre de 2010)
- Hollywood Kill
- Ra Ra Rasputin (16 de junio de 2011)

## Lista de canciones
| Etapa 1: Gran Bretaña (Febrero 2010), Etapa 2: Norte América (Marzo 2010) y Etapa 3: Europa (Abril 2010) |
| --- |
| - 1. Girls - 2. Seventeen - 3. The Outsider - 4. I Am Not a Robot - 5. Oh No! - 6. Numb - 7. Obsessions - 8. Rootless - 9. Hollywood - 10. Shampain - 11. Guilty (Solo el 29 de abril) Encore: - 12. Mowgli's Road |

| Etapa 4: The Gem Tour (Mayo 2010) |
| --- |
| - 1. Girls - 2. Seventeen - 3. The Outsider - 4. I Am Not a Robot - 5. Oh No! - 6. Numb - 7. Obsessions - 8. Rootless - 9. Hollywood - 10. Shampain - 11. Guilty Encore: - 12. Starstrukk - 13. Are You Satisfied? - 14. Mowgli's Road |

| Etapa 5: The Burger Queen Tour |
| --- |
| - 1. The Family Jewels - 2. The Outsider - 3. Girls - 4. Seventeen - 5. Are You Satisfied? - 6. Rootless - 7. Hermit The Frog - 8. I Am Not a Robot - 9. Obsessions - 10. Jealousy - 11. Oh No! - 12. Shampain - 13, Mowgli's Road - 14. Guilty Encore: - 15. Numb - 16. Hollywood |

| Coldplay MEN Arena Support Setlist |
| --- |
| - 1. Mowgli's Road - 2. Living Dead - 3. I Am Not a Robot - 4. Obsessions - 5. Starring Role - 6. Are You Satisfied? - 7. Hollywood - 8. Fear & Loathing |

## Fechas de la gira
| Europa                           |                     |                |                                          |
| 26 de enero de 2010              | Londres             | Reino Unido    | Dingwalls                                |
| 29 de enero de 2010              | Londres             | Reino Unido    | The Tabernacle                           |
| 30 de enero de 2010              | Gateshead           | Reino Unido    | The Sage Gateshead                       |
| 5 de febrero de 2010             | Londres             | Reino Unido    | Relentless Garage                        |
| 15 de febrero de 2010            | Edinburgo           | Reino Unido    | HMV Picture House                        |
| 14 de febrero de 2010            | Norwich             | Reino Unido    | Norwich Arts Centre                      |
| 15 de febrero de 2010            | Brighton            | Reino Unido    | Audio Nightclub                          |
| 17 de febrero de 2010            | Nottingham          | Reino Unido    | The Bodega Social Club                   |
| 18 de febrero de 2010            | Newcastle upon Tyne | Reino Unido    | Digital                                  |
| 19 de febrero de 2010            | Glasgow             | Reino Unido    | Oran Mor                                 |
| 21 de febrero de 2010            | Mánchester          | Reino Unido    | The Deaf Institute                       |
| 22 de febrero de 2010            | Bristol             | Reino Unido    | The Cooler                               |
| 23 de febrero de 2010            | Londres             | Reino Unido    | Bush Hall                                |
| 4 de marzo de 2010               | Copenhague          | Dinamarca      | Ideal Bar                                |
| 5 de marzo de 2010               | Estocolmo           | Suecia         | Södra Teatern                            |
| Norte América                    |                     |                |                                          |
| 14 de marzo de 2010              | Nueva York          | Estados Unidos | The Bellhouse                            |
| 15 de marzo de 2010              | Nueva York          | Estados Unidos | (Le) Poisson Rouge                       |
| 18 de marzo de 2010              | Austin              | Estados Unidos | South by Southwest                       |
| 19 de marzo de 2010              | Austin              | Estados Unidos | South by Southwest                       |
| 20 de marzo de 2010              | Austin              | Estados Unidos | South by Southwest                       |
| Francia                          |                     |                |                                          |
| 29 de abril de 2010              | París               | Francia        | Le Divan du Monde                        |
| Gran Bretaña (The Gem Tour)      |                     |                |                                          |
| 12 de mayo de 2010               | Birmingham          | Reino Unido    | The Glee Club                            |
| 13 de mayo de 2010               | Bournemouth         | Reino Unido    | The Old Fire Station                     |
| 15 de mayo de 2010 A             | Brighton            | Reino Unido    | The Great Escape Festival                |
| 16 de mayo de 2010               | Cardiff             | Reino Unido    | Millennium Music Hall                    |
| 18 de mayo de 2010               | Norwich             | Reino Unido    | The Waterfront                           |
| 19 de mayo de 2010               | Londres             | Reino Unido    | Bloomsbury Ballroom                      |
| 20 de mayo de 2010               | Londres             | Reino Unido    | Bloomsbury Ballroom                      |
| 22 de mayo de 2010               | Sheffield           | Reino Unido    | The Leadmill                             |
| 23 de mayo de 2010               | Mánchester          | Reino Unido    | Manchester Academy                       |
| 25 de mayo de 2010               | Liverpool           | Reino Unido    | The Masque                               |
| 26 de mayo de 2010               | Belfast             | Irlanda        | Mandela Hall                             |
| 27 de mayo de 2010               | Dublín              | Irlanda        | Tripod                                   |
| 29 de mayo de 2010               | Glasgow             | Reino Unido    | Queen Margaret Union                     |
| 30 de mayo de 2010               | Edinburgo           | Reino Unido    | The Assembly                             |
| 31 de mayo de 2010               | Leeds               | Reino Unido    | Leeds Met Stylus                         |
| Europa                           |                     |                |                                          |
| 3 de junio de 2010               | Hamburgo            | Alemania       | The Stage Club                           |
| 4 de junio de 2010               | Berlín              | Alemania       | Frannz Club                              |
| 6 de junio de 2010               | Colonia             | Alemania       | Die Werkstatt Köln                       |
| 7 de junio de 2010               | Múnich              | Alemania       | 59:1                                     |
| 8 de junio de 2010               | Zúrich              | Suiza          | Kaufleuten                               |
| 11 de junio de 2010 B            | Newport             | Inglaterra     | Isle of Wight Festival 2010              |
| 13 de junio de 2010              | Copenhague          | Dinamarca      | Vega                                     |
| 15 de junio de 2010              | Bruselas            | Bélgica        | Le Botanique                             |
| 16 de junio de 2010              | Ámsterdam           | Países Bajos   | Paradiso                                 |
| 18 de junio de 2010 C            | Scheeßel            | Alemania       | Hurricane Festival                       |
| 19 de junio de 2010 D            | Tuttlingen          | Alemania       | Southside Festival                       |
| 26 de junio de 2010 E            | Somerset            | Reino Unido    | Glastonbury Festival 2010                |
| Norte América                    |                     |                |                                          |
| 6 de julio de 2010               | West Hollywood      | Estados Unidos | The Troubadour                           |
| 8 de julio de 2010               | San Francisco       | Estados Unidos | Pop Scene                                |
| 9 de julio de 2010               | Las Vegas           | Estados Unidos | Lilith Fair                              |
| 10 de julio de 2010              | Los Ángeles         | Estados Unidos | Lilith Fair                              |
| Festivales de Europa             |                     |                |                                          |
| 22 de julio de 2010 F            | Londres             | Reino Unido    | iTunes Festival                          |
| 23 de julio de 2010              | Huntingdon          | Reino Unido    | Secret Garden Party                      |
| 13 de agosto de 2010 G           | Oslo                | Noruega        | Øyafestivalen                            |
| 14 de agosto de 2010 H           | Gotemburgo          | Suecia         | Way Out West Festival                    |
| 15 de agosto de 2010 I           | Helsinki            | Finlandia      | Flow Festival                            |
| 19 de agosto de 2010 J           | Viena               | Austria        | FM4 Frequency Festival                   |
| 20 de agosto de 2010 K           | Hasselt             | Bélgica        | Pukkelpop                                |
| 21 de agosto de 2010 L           | Biddinghuizen       | Países Bajos   | Pukkelpop                                |
| 27 de agosto de 2010 M           | Reading             | Reino Unido    | Reading Festival                         |
| 29 de agosto de 2010 N           | Leeds               | Reino Unido    | Leeds Festival                           |
| Norte América                    |                     |                |                                          |
| 1 de septiembre de 2010          | Boston              | Estados Unidos | Paradise                                 |
| 2 de septiembre de 2010          | Nueva York          | Estados Unidos | Webster Hall                             |
| 3 de septiembre de 2010          | Filadelfia          | Estados Unidos | World Cafe                               |
| 5 de septiembre de 2010          | Asbury Park         | Estados Unidos | Wonder Bar                               |
| 6 de septiembre de 2010          | Washington D. C.    | Estados Unidos | 9:30 Club                                |
| 8 de septiembre de 2010          | Toronto             | Canadá         | The Opera House                          |
| 9 de septiembre de 2010          | Chicago             | Estados Unidos | Lincoln Hall                             |
| 10 de septiembre de 2010         | Mineápolis          | Estados Unidos | Triple Rock                              |
| 13 de septiembre de 2010         | Seattle             | Estados Unidos | Crocodile Cafe                           |
| 14 de septiembre de 2010         | Portland            | Estados Unidos | Doug Fir                                 |
| 15 de septiembre de 2010         | San Francisco       | Estados Unidos | The Independent                          |
| 17 de septiembre de 2010         | Los Ángeles         | Estados Unidos | El Rey Theatre                           |
| Europa (The Burger Queen Tour)   |                     |                |                                          |
| 19 de octubre de 2010            | Portsmouth          | Inglaterra     | Pyramid Centre                           |
| 20 de octubre de 2010            | Norwich             | Inglaterra     | University of East Anglia                |
| 21 de octubre de 2010            | Eastbourne          | Inglaterra     | Winter Garden                            |
| 23 de octubre de 2010            | Birmingham          | Inglaterra     | Town Hall                                |
| 24 de octubre de 2010            | Oxford              | Inglaterra     | Regal                                    |
| 25 de octubre de 2010            | Brístol             | Inglaterra     | Anson Rooms                              |
| 27 de octubre de 2010            | Dublín              | Irlanda        | Vicar Street                             |
| 28 de octubre de 2010            | Cork                | Irlanda        | Savoy Theatre                            |
| 29 de octubre de 2010            | Derry               | Irlanda        | Nerve Centre                             |
| 31 de octubre de 2010            | Mánchester          | Reino Unido    | The Ritz                                 |
| 1 de noviembre de 2010           | Glasgow             | Reino Unido    | Fruit Market                             |
| 2 de noviembre de 2010           | Edinburgo           | Reino Unido    | Picture House                            |
| 4 de noviembre de 2010           | Newcastle           | Reino Unido    | Northumbria University                   |
| 5 de noviembre de 2010           | Leeds               | Reino Unido    | University of Leeds                      |
| 7 de noviembre de 2010           | Nottingham          | Reino Unido    | Nottingham Trent University              |
| 8 de noviembre de 2010           | Londres             | Reino Unido    | The Roundhouse                           |
| 9 de noviembre de 2010           | Londres             | Reino Unido    | London Forum                             |
| 11 de noviembre de 2010          | Coventry            | Reino Unido    | The Copper Rooms                         |
| 12 de noviembre de 2010          | Cardiff             | Reino Unido    | Coal Exchange                            |
| 14 de noviembre de 2010          | Bath                | Reino Unido    | Pavilion                                 |
| 15 de noviembre de 2010          | Brighton            | Reino Unido    | Corn Exchange                            |
| 18 de noviembre de 2010          | Colonia             | Alemania       | Gloria                                   |
| 19 de noviembre de 2010          | Berlín              | Alemania       | Postbahnhof                              |
| 20 de noviembre de 2010          | Hamburgo            | Alemania       | Uebel & Gefährlich                       |
| 22 de noviembre de 2010          | Estocolmo           | Suecia         | Nalen                                    |
| 23 de noviembre de 2010          | Gotemburgo          | Suecia         | Pustervik                                |
| 25 de noviembre de 2010          | Helsinki            | Finlandia      | Tavastia                                 |
| 26 de noviembre de 2010          | Aarhus              | Dinamarca      | Vox                                      |
| 28 de noviembre de 2010          | Ámsterdam           | Países Bajos   | Melkweg                                  |
| 29 de noviembre de 2010          | Gante               | Bélgica        | Vooruit                                  |
| 30 de noviembre de 2010          | París               | Francia        | Alhambra                                 |
| 3 de diciembre de 2010           | Berna               | Suiza          | Bierhubeli                               |
| 4 de diciembre de 2010           | Viena               | Austria        | Porgy & Bess                             |
| 5 de diciembre de 2010           | Hannover            | Alemania       | Faust                                    |
| Australia                        |                     |                |                                          |
| 28 de diciembre de 2010          | Melbourne           | Australia      | Hi-Fi Bar & Ballroom                     |
| 29 de diciembre de 2010          | Lorne               | Australia      | Falls Festival                           |
| 30 de diciembre de 2010          | Marrickville        | Australia      | The Factory Theatre                      |
| 1 de enero de 2011               | Sídney              | Australia      | Field Day Festival                       |
| 3 de enero de 2011               | Busselton           | Australia      | Southbound Festival                      |
| Norte América- Burger Queen Tour |                     |                |                                          |
| 7 de abril de 2011               | Las Vegas           | Estados Unidos | Cosmopolitan of Las Vegas                |
| 8 de abril de 2011               | Las Vegas           | Estados Unidos | Cosmopolitan of Las Vegas                |
| 9 de abril de 2011               | Las Vegas           | Estados Unidos | Cosmopolitan of Las Vegas                |
| 11 de abril de 2011              | Austin              | Estados Unidos | Antone’s Nightclub                       |
| 12 de abril de 2011              | Houston             | Estados Unidos | Fitzgerald’s                             |
| 13 de abril de 2011              | Dallas              | Estados Unidos | Granada Theatre                          |
| 15 de abril de 2011              | Indio               | Estados Unidos | Coachella Valley Music and Arts Festival |
| Europa                           |                     |                |                                          |
| 30 de abril de 2011              | Bergen              | Noruega        | Bergen International Festival            |
| Norte América- Burger Queen Tour |                     |                |                                          |
| 16 de junio de 2011              | Filadelfia          | Estados Unidos | Theatre of the Living Arts               |
| 17 de junio de 2011              | Washington D. C.    | Estados Unidos | 9:30 Club                                |
| 18 de junio de 2011              | Asbury Park         | Estados Unidos | Stone Pony                               |
| 20 de junio de 2011              | Boston              | Estados Unidos | Paradise Rock Club                       |
| 21 de junio de 2011              | Nueva York          | Estados Unidos | Webster Hall                             |
| Europa                           |                     |                |                                          |
| 23 de julio de 2011              | Moscú               | Rusia          | Afisha Picnic                            |
| 29 de julio de 2011              | Luzern              | Suiza          | Blue Balls Festival                      |
| 30 de julio de 2011              | Östersund           | Suecia         | Storsjöyran                              |
| 13 de agosto de 2011             | Piestany            | Eslovaquia     | Grape Music Festival                     |
| 14 de agosto de 2011             | Budapest            | Hungría        | Sziget Festival                          |
| 19 de agosto de 2011             | Paredes de Coura    | Portugal       | Paredes de Coura Festival                |
| 23 de noviembre de 2011          | Hackney             | Inglaterra     | Church of St John-at-Hackney             |
| 4 de diciembre de 2011 F         | Mánchester          | Inglaterra     | Manchester Arena                         |

- A ^ este concierto fue parte de "The Great Escape Festival 2010"
- B ^ este concierto fue parte de "Isle of Wight Festival 2010"
- C ^ este concierto fue parte de "Hurricane Festival 2010"
- C ^ este concierto fue parte de "Southside Festival 2010"
- E ^ este concierto fue parte de "Glastonbury Festival 2010"
- E ^ este concierto fue parte de "iTunes Festival 2010"
- E ^ este concierto fue parte de "Øyafestivalen"
- E ^ este concierto fue parte de "Way Out West Festival"
- E ^ este concierto fue parte de "Flow Festival 2010"
- E ^ este concierto fue parte de "FM4 Frequency Festival"
- E ^ este concierto fue parte de "Pukkelpop"
- E ^ este concierto fue parte de "Pukkelpop"
- E ^ este concierto fue parte de "Reading Festival"
- E ^ este concierto fue parte de "Leeds Festival"
- F ^ éste, fue al abrir un concierto de Coldplay en el Mylo Xyloto Tour.